# Кулунда (село)
Кулунда́ — село в Алтайском крае, административный центр Кулундинского района.

## Этимология
Название поселения, также как и название Кулундинской равнины, имеет тюркское происхождение и восходит к казахскому топониму Құлынды — «место, где водятся куланы», «куланье место», где кулан — непарнокопытное животное рода лошадей, ныне в этих местах уже не обитающее, а -ды — суффикс относительного прилагательного.

## География
Расположено в 343 км к западу от краевого центра города Барнаула, в 56 км к югу от города Славгорода.
Климат
Климат континентальный, зима суровая, однако в среднем теплее, чем в целом по Алтайскому краю. Весной же, практически сразу после схода снега, температура уже может достигать плюс 30 градусов. 27 апреля 2010 года температура достигла 32,6 °C. Лето очень жаркое, сильно засушливое. Кулунда, вообще, одно из самых жарких мест на территории Западной Сибири. Средняя температура января −15,8 градуса, июля 22,5 градуса, годовое количество атмосферных осадков 240 мм.

## История
Основано в 1917 году после строительства железной дороги, как пристанционный посёлок.
До февраля 1992 года Кулунда была посёлком городского типа.

## Население
| 1939    | 1959    | 1997    | 1998    | 1999    | 2000    | 2001    | 2002    | 2003    |
| ------- | ------- | ------- | ------- | ------- | ------- | ------- | ------- | ------- |
| 3780    | ↗14 101 | ↗17 084 | ↗17 097 | ↗17 238 | ↘17 138 | ↗17 238 | ↘17 007 | ↘15 939 |
| 2004    | 2005    | 2006    | 2007    | 2008    | 2009    | 2010    | 2011    | 2012    |
| ↘15 181 | ↗15 830 | ↘15 789 | ↘15 377 | ↗15 720 | ↘15 632 | ↘14 527 | ↗14 534 | ↗14 552 |
| 2013    | 2014    | 2015    | 2016    | 2017    | 2018    | 2019    | 2020    | 2021    |
| ↘14 520 | ↘14 398 | ↗14 435 | ↗14 498 | ↗14 512 | ↗14 617 | ↗14 674 | ↘14 645 | ↗14 708 |

## Транспорт

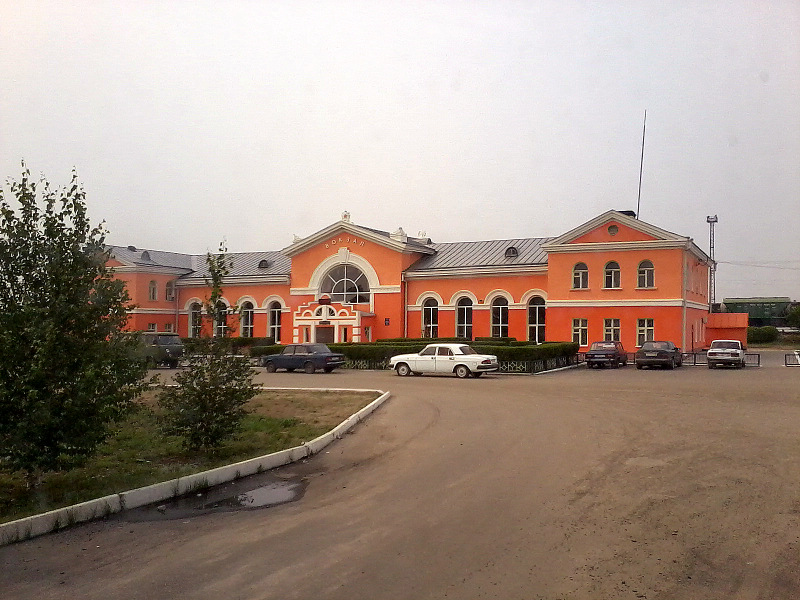
Железнодорожный вокзал

Кулунда является крупным транспортным узлом на западе края.
Она связана с другими городами и районами края автомобильными трассами. Кулунда находится на пересечении Южно-Сибирской железнодорожной магистрали и Кулундинской магистрали Западно-Сибирской железной дороги. Узел железнодорожных линий Татарская — Малиновое Озеро и Павлодар — Барнаул.
Через Кулунду проходит трасса федерального значения Р371 Барнаул — Павлодар, которая соединяет Россию с Казахстаном. Общественный транспорт в Кулунде представлен автобусами и рядом служб такси.

## Промышленность, образование и культура
В Кулунде находятся заводы по производству сборного железобетона, тротуарной плитки, изделий малой архитектуры. Имеется молочно-консервный комбинат, комбинат хлебопродуктов и другие, а также школы, медицинские учреждения, спортсооружения, библиотеки, школа искусств, железнодорожная техническая школа (обучают по 24 специальностям), филиалы ВУЗов (АлтГТУ, ОмГУПС, АлтГПА, СГА и др.).
Также в Кулунде работают:

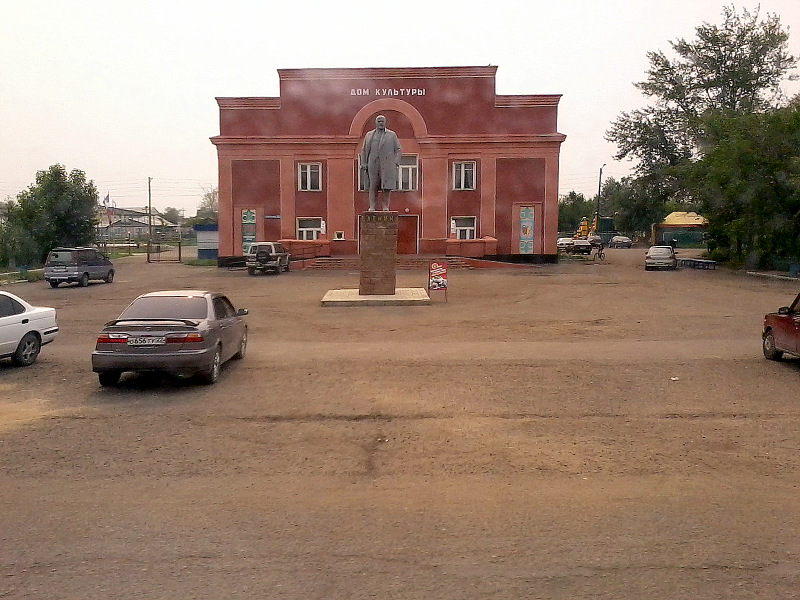
Дом культуры и памятник В. И. Ленину

- Кинотеатр «РДК» (в формате 3D и обычного просмотра);
- Дома культуры;
- Музеи;
- Выставочный центр;
- Набережная, пляжно-рекреационная зона;
- Парк культуры и отдыха «Весёлый ветер» с аттракционами;
- Водный парк с аттракционами на пляже солёного озера Щекулдук;
- Лыжная база «Щекулдук» (универсальный лыжный комплекс).

## Предприятия
- Региональный центр связи РЦС-4;
- Кулундинская дистанция инфраструктуры (ИЧ-2)
- Пункт технического обслуживания вагонов;
- Дистанция электроснабжения ЭЧ;
- Локомотивное депо Кулунда;
- Вагонное депо;
- Пожарный поезд;
- Мастерские путевые ремонтно-механические;

и другие.
У железнодорожников имеются свои жилые микрорайоны (Привокзальные микрорайоны, находящейся в Железнодорожном районе Кулунды). Также имеются детский сад, железнодорожная техническая школа (обучают по 24 специальностям), стадион «Локомотив», узловая больница, техническая библиотека, полиция (ЛОВД), парк «Железнодорожников», аллея «Молодой семьи».
- Кулундинские Электрические Сети (филиал ПАО «Россети Сибирь» -«Алтайэнерго», обслуживают 10 муниципальных районов);
- Межрайонные электрические сети (КГУПКЭС «Алтайкрайэнерго»)

Для энергетиков тоже имеется свой жилой микрорайон, парк Победы, спортивный комплекс «Энергетик» с бассейном, хоккейный корт, стадион, аллея, детский сад, музей энергоиндустрии
Переработкой сельхозпродукции в Кулунде занимаются ОАО «Кулундаконсервмолоко», ОАО «Кулундинский комбикормовый завод», ОАО «Кулундинский комбинат хлебопродуктов» и др.
Основу промышленности посёлка составляют такие предприятия, как ОАО «Железобетон» и «Стройтехнология».
Основным поставщиком услуг стационарной телефонии, передачи данных и цифрового, интерактивного телевидения является компания ПАО «Ростелеком» на базе Кулундинского Линейно-Технического Цеха Связи.

## СМИ
СМИ представлены муниципальными газетами «Новости Кулунды», и коммерческими газетами «Алтайский экспресс», «Кулундинские бесплатные объявления», «Кругозор».
Цифровое телевидение в Кулунде:
- 40 Первый мультиплекс цифрового телевидения (Первый канал, Россия 1/ГТРК Алтай, НТВ, Пятый канал, Россия К, Матч ТВ, Россия 24, Карусель, ОТР/Катунь 24, ТВ Центр);
- 44 Второй мультиплекс цифрового телевидения (РЕН ТВ, Спас, СТС, Домашний, ТВ-3, Пятница!, Звезда, Мир, ТНТ, Муз-ТВ)

Также в Кулунде имеются системы спутникового и кабельного телевидения: «Экспресс», «Триколор», и другие.
Радиостанции в Кулунде:
| Частота, МГц | Название                      | Формат       | Лицензия        | Холдинг         | RDS |
| ------------ | ----------------------------- | ------------ | --------------- | --------------- | --- |
| 102,8        | Радио России / ГТРК Алтай     | News, Talk   | ФГУП ГТРК Алтай | ВГТРК           | -   |
| 103,7        | Милицейская волна / Катунь FM | Hot AC / CHR | ООО «Катунь FM» | ООО «Катунь FM» | -   |

Радиостанции принимаемые из Славгорода:
| Частота, МГц | Название                      | Формат               | Лицензия        | Холдинг                   | RDS |
| ------------ | ----------------------------- | -------------------- | --------------- | ------------------------- | --- |
| 68,60        | Авторадио                     | Hot AC / CHR         | ОАО «Траст»     |                           |     |
| 102,5        | Русское радио                 | Russian CHR / Hot AC | ОАО «Траст»     | ЗАО Русское радио-Евразия |     |
| 103,1        | Милицейская волна / Катунь FM | Hot AC / CHR         | ООО «Катунь FM» | ООО «Катунь FM»           |     |
| 103,5        | Радио России / ГТРК Алтай     | News, Talk           | ФГУП ГТРК Алтай | ВГТРК                     |     |
| 105,8        | Авторадио / «Траст»           | Hot AC / CHR         | ОАО «Траст»     |                           |     |

Радиостанции принимаемые из Степного Озера (Благовещенский район):
| Частота, МГц | Название                      | Формат       | Лицензия        | Холдинг         | RDS |
| ------------ | ----------------------------- | ------------ | --------------- | --------------- | --- |
| 104,6        | Милицейская волна / Катунь FM | Hot AC / CHR | ООО «Катунь FM» | ООО «Катунь FM» |     |
| 105,1        | Радио России / ГТРК Алтай     | News, Talk   | ФГУП ГТРК Алтай | ВГТРК           |     |

Помимо аналоговых радиостанций, Кулунда принимает цифровой канал.
- 40 Первый мультиплекс цифрового радиовещания (Вести FM, Радио Маяк, Радио России).

## Связь
Мобильная связь
В Кулунде действуют несколько операторов сотовой связи — «Билайн», «МТС», «МегаФон», «TELE2», «Ростелеком». В апреле 2010 года в коммерческую эксплуатацию запущена сеть третьего поколения (3G) ОАО «МТС». «Билайн» также запустил сеть 3G, действует на всей территории города. «МегаФон» тоже запустил сеть 3G. Кроме этого в самом с. Кулунда можно подключиться к мобильной сети «Yota», используя так же технологию 3G.
Интернет
Транстелеком, Ростелеком и другие. Спутниковые связи, имеется SkyLink.